# Paul Unruh
Paul R. Unruh (7 de maio de 1928 - 8 de dezembro de 2023) foi um ex-jogador norte-americano de basquete universitário que se destacou na Universidade Bradley. Unruh disputou quatro temporadas pelos Braves da Universidade Bradley. Ele marcou 1 822 pontos no total, um recorde da universidade que permaneceu até 1979, quando foi superado por J. J. Anderson. Em 1950, terminou na segunda posição do National Invitation Tournament e do torneio da NCAA, sendo eleito All-American. Sua camisa 15 foi aposentada pelos Braves em 1991. Foi selecionado com a vigésima escolha da segunda rodada do draft de 1950 pelo Indianapolis Olympians, mas nunca jogou na National Basketball Association (NBA). Jogou na União Atlética Amadora pelo Peoria Cats. Mais tarde, Unruh se alistou no Exército dos Estados Unidos durante a Guerra da Coreia e foi forçado a abrir mão dos Jogos Olímpicos de 1952.